# Stolzia compacta
Stolzia compacta är en orkidéart som beskrevs av Phillip James Cribb. Stolzia compacta ingår i släktet Stolzia och familjen orkidéer.

## Underarter
Arten delas in i följande underarter:
- S. c. compacta
- S. c. iringana
- S. c. purpurata